# Muriel Santa Ana
Muriel Santa Ana é uma atriz e cantora argentina. Mais conhecida no Brasil pelo seu papel em Lalola, como Grace, apaixonada secreta por Lalo, depois da transformação do moço em Lola, melhor amiga de Lola.

## Biografia
Santa Ana é filha do ator Walter Santa Ana e Mabel González; ela também tem uma irmã chamada Moira, que é cantora e professora de voz. Completou seus estudos primários na Escuela Úrsula Llames de Lapuente em Palermo, Buenos Aires, Argentina. Seus pais se separaram quando ela completou 9 anos, e as duas filhas foram morar com a mãe. Ex-aluna da Escuela Normal Numero 6 de Palermo, Santa Ana cursou o ensino médio com a cantora Érica García e a atriz Marcela Guerty. Muito antes de decidir ser atriz, estudou flamenco, tango, flauta, cerâmica e italiano, e trabalhou como editora. Aos 18 anos começou a estudar teatro com Agustín Alezzo e depois continuou com outros professores como Juan Carlos Gené, Rubén Szuchmacher e Guillermo Angelelli.

## Carreira
Desde 1995 ela participava de peças de teatro, mas foi em 2005 que chegou à televisão, indicada por Luis Brandoni, interpretando a personagem Vênus em Una familia especial. Nesse programa conheceu Mike Amigorena, que em 2006 a convidou para integrar uma banda de música teatral experimental rock-pop, Ambulance, juntamente com outros atores como Mariano Torre, Luciano Bonanno, Julián Vilar e Víctor Malagrino para mais tarde se transformar num espetáculo de orquestra de Sergio D'Angelo. Depois viria Juanita, la soltera. Naquele ano, ela também participou da telenovela Lalola interpretando a personagem Graciela, que lhe rendeu reconhecimento público e pela qual obteve sua primeira indicação ao Prêmio Martín Fierro em 2007. Em 2009 foi convocada pelo diretor Juan Taratuto para ser a protagonista da telenovela Ciega a citas, baseada em um blog de Carolina Aguirre, com a personagem Lucía González, uma jornalista que terá 258 dias, até a data em que sua irmã se casará para encontrar um namorado que lhe atenda e, assim, poder se vingar de sua mãe.

## Filmografia

### Teatro
| Ano       | Título                       |
| --------- | ---------------------------- |
| 1995      | Mariana Pineda               |
| 1995      | Aquellos gauchos judíos      |
| 1997-1998 | Entretanto las grandes urbes |
| 1999-2000 | La vida de Galileo           |
| 2002      | La casa de Bernarda Alba     |
| 2004      | La ópera de tres centavos    |
| 2006      | Woyzeck                      |
| 2006      | El pan de la locura          |
| 2006-2007 | Chicas católicas             |
| 2008      | Tres hermanas                |
| 2009      | La cocina                    |
| 2010      | La vida es sueño             |
| 2012      | Todos Felices                |
| 2013      | El gran deschave             |
| 2014      | Lluvia de plata              |
| 2016      | Absorta y desnuda (poemas)   |
| 2016      | Idénticos                    |
| 2016      | El andador                   |
| 2017      | Bichas                       |
| 2017-2019 | Los vecinos de arriba        |

### Televisão
| Ano       | Título                                                           | Canal           |
| --------- | ---------------------------------------------------------------- | --------------- |
| 2005      | Una familia especial                                             | Canal 13        |
| 2006      | Juanita, la soltera                                              | Canal 13        |
| 2007-2008 | Lalola                                                           | América TV      |
| 2009-2010 | Ciega a citas                                                    | Canal 7         |
| 2011      | Un año para recordar                                             | Telefe          |
| 2011      | El hombre de tu vida                                             | Telefe          |
| 2012      | El donante                                                       | Telefe          |
| 2013-2014 | Solamente vos                                                    | Canal 13        |
| 2014-2015 | Guapas                                                           | Canal 13        |
| 2015      | Conflictos modernos                                              | Canal 9         |
| 2016      | Fundación Huésped: Al borde                                      | Canal 13        |
| 2017      | Quiero vivir a tu lado                                           | Canal 13        |
| 2017      | Sufragistas, en memoria de las mujeres que cambiaron la historia | Canal Encuentro |
| 2018      | Sandro de América                                                | Telefe          |
| 2018      | 100 días para enamorarse                                         | Telefe          |
| 2019      | El Tigre Verón                                                   | Canal 13        |

### Filmes
| Ano  | Filme                | Diretor                                   |
| ---- | -------------------- | ----------------------------------------- |
| 2007 | Incómodos            |                                           |
| 2008 | Negro Buenos Aires   |                                           |
| 2010 | Plumíferos           | Daniel De Felippo and Gustavo A. Giannini |
| 2011 | Un cuento chino      | Sebastián Borensztein                     |
| 2011 | Mi primera boda      | Ariel Winograd                            |
| 2015 | Chiamatemi Francesco | Daniele Luchetti                          |
| 2015 | Caída del cielo      |                                           |
| 2017 | Mamá se fue de viaje | Ariel Winograd                            |

## Ligações externos
- Muriel Santa Ana. no IMDb.